# Jij en ik (Bill van Dijk)
Jij en ik is een van de weinige singles van Bill van Dijk.

## Achtergrond
De single is een vastlegging van de winnende artiest met het winnende lied van het Nationaal Songfestival 1982. Jij en ik was geschreven door Liselore Gerritsen (tekst), Dick Bakker (muziek) en Peter Schön (arrangement). Piet Souer was de muziekproducent. Bill van Dijk werd toen beschouwd als een wat vreemde afgezant naar het Eurovisiesongfestival 1982. Hij had er namelijk al een hele carrière opzitten als musicalzanger. De combinatie boekte dan ook een mager resultaat op het Eurovisiesongfestival. Hij werd zestiende in een veld van achttien. Hij had echter wel te maken met een songfestivalevergreen. Nicole Hohloch won met Ein bißchen Frieden. Voor de internationale markt werd Jij en ik vertaald naar Break away. Van Dijk ging niet bij de pakken neerzitten en zou in de volgende jaren uitgroeien tot een van de bekendste musicalsterren van Nederland.
De B-kant van de single was nu eens niet een afvaller van het Nationaal Songfestival, maar een lied waar Bill van Dijk zelf aan meegeschreven had, samen met producersduo Piet Souer en Martin Duiser.
Een opvallend detail bij de single is dat het werd uitgegeven door Utopia Music. Dat was een werkmaatschappij van Roba Music, dat ook betrokken was bij TTR, het dan al failliette platenlabel waarop Het is een wonder van Linda Williams verscheen, de inzending van een jaar daarvoor.

## Hitnotering
De verkoopresultaten waren dermate matig, dat Jij en ik niet verder kwam dan de twintigste plaats in de tipparade van de Nederlandse Top 40. De Mega Top 50 haalde hij niet.
1956: De vogels van Holland / Voorgoed voorbij · 1957: Net als toen · 1958: Heel de wereld · 1959: 'n Beetje · 1960: Wat een geluk · 1961: Wat een dag · 1962: Katinka · 1963: Een speeldoos · 1964: Jij bent mijn leven · 1965: 't Is genoeg · 1966: Fernando en Filippo · 1967: Ring-dinge-ding · 1968: Morgen · 1969: De troubadour · 1970: Waterman · 1971: Tijd · 1972: Als het om de liefde gaat · 1973: De oude muzikant · 1974: Ik zie een ster · 1975: Ding-a-dong · 1976: The party's over · 1977: De mallemolen · 1978: 't Is O.K. · 1979: Colorado · 1980: Amsterdam · 1981: Het is een wonder · 1982: Jij en ik · 1983: Sing me a song · 1984: Ik hou van jou · 1986: Alles heeft ritme · 1987: Rechtop in de wind · 1988: Shangri-la · 1989: Blijf zoals je bent · 1990: Ik wil alles met je delen · 1992: Wijs me de weg · 1993: Vrede · 1994: Waar is de zon · 1996: De eerste keer · 1997: Niemand heeft nog tijd · 1998: Hemel en aarde · 1999: One good reason · 2000: No goodbyes · 2001: Out on my own · 2003: One more night · 2004: Without you · 2005: My impossible dream · 2006: Amambanda · 2007: On top of the world · 2008: Your heart belongs to me · 2009: Shine · 2010: Ik ben verliefd (sha-la-lie) · 2011: Never alone · 2012: You and me · 2013: Birds · 2014: Calm after the storm · 2015: Walk along · 2016: Slow down · 2017: Lights and shadows · 2018: Outlaw in 'em · 2019: Arcade · 2020: Grow · 2021: Birth of a new age · 2022: De diepte · 2023: Burning daylight · 2024: Europapa